# 황혼이혼
황혼이혼(grey divorce)은 일반적으로 50세 이후에 장기간 결혼한 노년층("백발") 커플의 이혼율이 증가하는 인구통계학적 추세이다. 이혼하는 사람들을 실버 스플리터(silver splitter)라고 부를 수 있다. 늦게 이혼하면 재정적 어려움을 겪을 수 있다.
전 미국의 부통령 부부인 티퍼와 앨 고어가 결혼한 지 40년 만에 별거를 결정한 것은 이러한 경향의 한 예이며, 2014년에 이혼한 전(결혼 39년 만인) 결혼 연구 및 집필 듀오 마스터스 앤 존슨, 음악 듀오 캡틴 앤 테닐도 마찬가지이다. 이에 대한 또 다른 예는 2021년 5월 기준 세계 4위 부자 빌 게이츠와 27년차 아내 멀린다 프렌치 게이츠의 이혼이다.

## 같이 보기
- 베이비붐 세대
- 중년기 위기